# James Lillywhite
James Lillywhite junior (* 23. Februar 1842 in Westhampnett; † 25. Oktober 1929 in Chichester) war ein englischer Cricketspieler und erster Kapitän der englischen Nationalmannschaft.

## Kindheit und Ausbildung
Lillywhite wurde in Westhampnett, einem Vorort von Chichester, in eine Cricket-Familie geboren.

## Aktive Karriere
Seine erste First-Class-Begegnung bestritt er 1862 für Sussex gegen den Marylebone Cricket Club im Lord’s Cricket Ground, bei dem ihm 14 Wickets für 57 Runs gelangen. Er etablierte sich sofort in der Mannschaft und trat in den folgenden 19 Saisons bis 1881 in jedem Spiel des Counties an.
1868 reiste er unter Kapitän Edgar Willsher nach Nordamerika, um in den Vereinigten Staaten und Kanada eine Tour zu absolvieren. Nach Australien reiste er erstmals in der Saison 1873/74 unter Kapitän W. G. Grace und erlebte dort schwere Zerwürfnisse zwischen den Amateuren und Profis der Mannschaft.
Für die Tour nach Australien 1876/77 wurde er als Kapitän ausgewählt und ließ auf Grund seiner Erfahrungen drei Jahre zuvor nur Profis mitreisen. Auf dieser bestritt er zwei Spiele, die später als die ersten Tests anerkannt werden sollten. Im ersten Spiel unterlag er mit der von Reisestrapazen geschwächten Mannschaft mit 45 Runs. Das zweite konnten sie mit 4 Wickets gewinnen.
Er sollte noch vier weitere Male unter Alfred Shaw and Arthur Shrewsbury nach Australien reisen, konzentrierte sich dabei jedoch mehr auf die geschäftliche Seite als Organisator und bestritt keine weiteren Spiele für das englische Nationalteam.
Sein letztes Spiel für Sussex absolvierte er 1882, als er nach 917 Wickets für das Team seine aktive Karriere beendete.

## Nach der aktiven Karriere
Nach seiner aktiven Karriere war er als Umpire tätig und war in dieser Position an sechs Tests beteiligt (auf der Tour Englands in Australien 1881/82 und 1884/85 und der Tour Australiens in England 1899). Ebenso war er mehrjähriger Sekretär der United South of England XI. Er war, als er starb, der letzte Überlebende der Mannschaft, die den ersten Test für England bestritten hatte.